# Vanilla Sky (Lied)
Vanilla Sky ist ein von Paul McCartney komponiertes und gesungenes Lied, das er zu dem Soundtrack Music From Vanilla Sky des Science-Fiction-Thrillers Vanilla Sky (2001) beitrug.

## Entstehung
Regisseur Cameron Crowe hatte bereits für den Soundtrack seines Films Jerry Maguire – Spiel des Lebens (1996) zwei Songs von McCartney verwendet. Er kontaktierte McCartney, während dieser gerade in Los Angeles das Album Driving Rain aufnahm, und bat ihn um einen Beitrag zu seinem neuen Film Vanilla Sky.
McCartney schrieb den Song nach eigenen Angaben innerhalb von zehn Minuten in seiner Küche. Er spielte ihn mit Gabe Dixon (Keyboard), Rusty Anderson (Gitarre) und Abe Laboriel junior (Schlagzeug) ein, die ihn auch bei den Aufnahmen von Driving Rain begleiteten.

## Inhalt
Vanilla Sky ist eine akustische Folk-Rock-Ballade. Am Anfang erfolgt ein Wechsel von em7 zu am7, danach beginnt der Gesang. Neben der Gitarrenbegleitung ist ein Flötensolo zu hören. Der Text fordert dazu auf, sein Leben zu genießen. Dabei sind gewisse Bezüge zum Essen vorhanden, so lautet die erste Zeile des Songs The chef prepares a special menu, for your delight oh my. McCartney gab an, dass ihn ein Restaurantbesuch dazu inspiriert hatte, bei dem der Kellner ihn mit einem zusätzlichen, nicht bestellten Gericht überrascht hatte.

## Veröffentlichung
- Das Lied erschien erstmals im Dezember 2001 auf dem Soundtrack Music From Vanilla Sky bei Reprise Records.[3]
- Paramount Pictures veröffentlichte im Dezember 2001 eine Promo-Single des Songs.[4]
- Eine Live-Version veröffentlichte McCartney im November 2002 auf seinem Album Back in the U.S.
- Im selben Jahr kam das Lied als Teil der Kompilation Paramount Pictures 90th Anniversary: Memorable Songs bei Sony heraus.[5]

McCartney trug das Lied bei der Oscarverleihung 2002 am 24. März 2002 gemeinsam mit Rusty Anderson und dem Flötisten Jim Walker vor. Live sang er es zum ersten Mal am 1. April 2002 in Oakland. Das Konzert war Teil seiner „Driving USA Tour“, bei der das Lied zur Setlist gehörte.

## Erfolg
McCartney gewann mit Vanilla Sky 2002 einen Award der Critics Choice Association in der Kategorie „Bester Song“. Bei der Oscarverleihung 2002 war das Lied als bester Filmsong nominiert, stattdessen gewann jedoch If I Didn’t Have You. Außerdem wurde Vanilla Sky für einen Satellite Award, Golden Globe Award und Grammy Award nominiert.
Das Album Music From Vanilla Sky gelangte bis auf Platz 109 der Billboard 200 (Januar 2002). Außerdem konnte es sich im Februar/März 2002 unter anderem in den Charts von Deutschland (bis Rang 32), Österreich (18) und der Schweiz (39) platzieren. Der Song Vanilla Sky selbst kam nicht in die Charts.